# PNISR
PNISR‏ (PNN interacting serine and arginine rich protein) هوَ بروتين يُشَفر بواسطة جين PNISR في الإنسان.